# Barranc de Torogó
El Barranc de Torogó és un dels barrancs principals de l'antic terme d'Espluga de Serra, de l'Alta Ribagorça, actualment inclòs en el terme municipal de Tremp, al Pallars Jussà.
Els seus 6 quilòmetres aproximats de recorregut discorren enterament dins del terme municipal de Tremp, concretament dins de l'antic municipi d'Espluga de Serra, llevat dels darrers metres abans d'abocar-se en el barranc del Solà, que discorrien pel terme municipal de Sapeira, també de l'Alta Ribagorça, actualment igualment integrat en el municipi pallarès de Tremp.
Es forma a 941 m. alt., a la confluència del barranc de la Caella amb el barranc de Llavaner, 1.200 metres a l'est-sud-est de Torogó i 1.400 a l'oest d'Espluga de Serra. Té un curs bastant pla, ja que es forma ja al fons de la vall, però molt sinuós. En general, però, va d'est-nord-est a oest-sud-oest.
Es forma de l'ample circ de muntanya que té com a límit nord la Serra de l'Estall i pel sud el Pui de Lleràs, i que acull el poble d'Espluga de Serra. Es considera que es forma quan es troben els dos barrancs abans esmentats, però el de Llavaner abans n'ha recollit dos altres de força importància, sobretot en l'orografia del lloc: el barranc de Sant Miquel i el de Colliró.
Al cap de poc de formar-se deixa al sud el Tossal de la Marina i poc després el poble de Torogó, que li dona el nom, al nord, passa entre el Tossal de Torogó, al nord, i el poble d'Aulàs, al sud, fins que arriba a la zona on hi ha el Mas d'Eixandre i el de Madora, on s'aboca en el barranc del Solà.